# Eleocharis tortilis
Eleocharis tortilis là loài thực vật có hoa trong họ Cói. Loài này được (Link) Schult. mô tả khoa học đầu tiên năm 1824.